# Hohhot Grand Prix 2018
L'Hohhot Grand Prix 2018 è stato la 2ª edizione dell'annuale meeting di judo e si è tenuto a Hohhot, in Cina, dal 25 al 27 maggio 2018. Il meeting è stato l'ottava tappa del circuito IJF World Tour 2018.

## Risultati
Di seguito i primi tre classificati di ogni specialità.

### Uomini
| Specialità | 1º classificato     | 2º classificato        | 3º classificato                       |
| -60kg      | Yeldos Smetov       | Ğūsman Qyrğyzbaev      | Amartuvshin Dashdavaa Al'bert Oguzov  |
| -66kg      | Joshiro Maruyama    | Mikhail Puliaev        | An Ba-ul Yeldos Zhumakanov            |
| -73kg      | An Chang-rim        | Soichi Hashimoto       | Tsogtbaatar Tsend-Ochir Anthony Zingg |
| -81kg      | Takeshi Sasaki      | Khasan Khalmurzaev     | Lee Seung-Su Alan Khubetsov           |
| -90kg      | Gwak Dong-han       | Altanbagana Gantulga   | Jesper Smink Theodoros Tselidis       |
| -100kg     | Cho Guham           | Kazbek Zankishiev      | Joakim Dvärby Daiki Nishiyama         |
| +100kg     | Tuvshinbayar Naidan | Duurenbayar Ulziibayar | Rafael Silva Bekmurod Oltiboev        |

### Donne
| Specialità | 1º classificato | 2º classificato  | 3º classificato                            |
| -48kg      | Ami Kondo       | Kang Yu Jeong    | Urantsetseg Munkhba Shira Rishony          |
| -52kg      | Uta Abe         | Shugen Wu        | Da Sol Park Ana Perez Box                  |
| -57kg      | Christa Deguchi | Jessica Klimkait | You Jeong Kwon Momo Tamaoki                |
| -63kg      | Aimi Nouchi     | Gili Sharir      | Catherine Beauchemin-Pinard Gankhaich Bold |
| -70kg      | Sanne Van Dijke | Kelita Zupancic  | Chizuru Arai Gemma Howell                  |
| -78kg      | Ruika Sato      | Mayra Aguiar     | Sama Hawa Camara Samanta Soares            |
| +78kg      | Akira Sone      | Kim Min-jeong    | Maria Suelen Altheman Yan Wang             |